# Vrede van Aken (812)
De Vrede van Aken werd gesloten op 12 januari 812 tussen de Byzantijnse keizer Michaël I Rangabe en Karel de Grote.

## Achtergrond
Op kerstdag van het jaar 800 werd Karel de Grote door paus Leo III tot keizer gekroond, dit werd niet door Byzantium erkend. In 803 onderhandelen Karel de Grote en khan Kroem van de Bulgaren over de verdeling van het Avaarse Rijk. Keizer Nikephoros I voelde zich genoodzaakt vredesonderhandelingen op te starten met Karel de Grote, de zogenaamde Pax Nicephori.  De Franken hadden het Markgraafschap Istrië al in 788 veroverd en na het omverwerpen van het Avaarse Rijk, claimden ze de Pannonische vlakte en de Dalmatische kust. De Slavische prins Vojnomir van Pannonië had zich aangesloten bij de Franken. Veneto, dat nog aan Byzantium toebehoorde, werd in 810 door Pepijn van Italië, de zoon van Karel binnengevallen. In 811 sneuvelde keizer Nikephoros I tijdens de Slag bij Pliska tegen de Bulgaren.

## Vrede van Aken
De vrede werd gesloten door de opvolger van Nikephoros, Michaël I Rangabe. In de vrede gaf Karel de Grote officieel Veneto, dit betekent, Venetië, Dalmatië en Istrië, terug aan Byzantium. Byzantium was in feite niet in staat Dalmatië echt te verdedigen tegen de invallen van de Bulgaren, zodat de vorsten van Dalmatië hun toevlucht zochten bij de Franken.
Angelo Partecipazio, die wordt beschouwd als de eerste echte doge, werd aangesteld als Dux van Veneto en dus vertegenwoordiger van het Byzantijnse Rijk.
Bovendien verleende Michael I, Karel de Grote de titel van Imperator of  Basileus in het Grieks, maar niet de titel van Imperator Romanorum of Basileus Rhomaion. Karel zelf nam de titel Romanum gubernans imperium (Latijn: "regerend over het Romeinse Rijk") aan. Dit betekende dat het Frankische rijk door Byzantium de facto werd erkend en maakte een einde aan het twee keizersprobleem. De erkenning als keizer was echter gebonden aan de persoon van Karel.